# Preserje (gmina Brezovica)
Preserje – wieś w Słowenii, w gminie Brezovica. W 2018 roku liczyła 369 mieszkańców.